# Camptoptera dryophantae
Camptoptera dryophantae är en stekelart som beskrevs av Jean-Jacques Kieffer 1902. Camptoptera dryophantae ingår i släktet Camptoptera och familjen dvärgsteklar.
Artens utbredningsområde är Frankrike. Inga underarter finns listade.